# Art in the city
Art in the city ist eine im Jahr 2016 und 2017 produzierte dokumentarische Fernsehserie für den deutschen Pay-TV-Sender SKY Arts. Die Serie wurde von dem deutschen Regisseur Bruno Fritzsche entwickelt. Für die Produktion war das Stuttgarter Unternehmen Hawkins & Cross verantwortlich. Als Moderator wurde der Kulturjournalist Axel Brüggemann engagiert.

## Inhalt
In jeder Folge befindet sich der Moderator Axel Brüggemann in einer anderen europäischen Stadt. Er trifft Personen rund um die Graffiti- und Urban-Art-Szene sowie vereinzelt Ansprechpartner aus dem Stadtmanagement oder kulturellen Einrichtungen. Axel Brüggemann folgt in den Interviews einem Oberthema, das sich durch die jeweilige Episode hindurchzieht. Die modernistische Machart mit schnellem Schnitt und teilweise Kontroversen Protagonisten, wurde in der Presse durchweg positiv besprochen.

## Umfang
- Staffel 1: 2016, 4 Episoden
- Staffel 2: 2017, 4 Episoden